# Stephanie Beran
Stephanie Michelle Beran (* 27. Februar 1983 im Los Angeles County, Kalifornien) ist eine US-amerikanische Theater- und Filmschauspielerin.

## Leben
Beran wurde als einziges Kind von Kent und Patte Beran im Los Angeles County geboren. Sie ist französischer, deutscher, schwedischer, schottisch-irischer und böhmischer Abstammung. Als sie neun Monate alt war, zog die Familie nach St. Louis im US-Bundesstaat Missouri, wo sie aufwuchs. Sie besuchte das College der Missouri State University. Sie schloss ihr Studium mit dem Bachelor of Science in Unterhaltungsmanagement und einem Minor im Fach Theater ab. Später machte sie ihren Master of Business Administration in Marketing.
Nach ihrem Abschluss an der Missouri State University kehrte Beran nach Kalifornien zurück, um sich dem Schauspiel zu widmen. Sie spielte in Theaterstücken wie Godspell, Oliver, Fiddler On The Roof, Little Shop of Horrors oder Kismet. 2009 machte sie ihr Filmdebüt im Kurzfilm The Next Mrs. Jacob Anderson. In den nächsten Jahren folgten in B-Movies kleinere Rollen, aber auch Hauptrollen wie 2014 in P-51 Dragon Fighter oder 2016 in Planet of the Sharks. 

## Filmografie
- 2009: The Next Mrs. Jacob Anderson (Kurzfilm)
- 2011: The Bro Show (Kurzfilm)
- 2012: Battle Force – Todeskommando Aufklärung (Battle Force)
- 2012: Y: The Last Man Rising (Kurzfilm)
- 2012: Fatal Call
- 2012: The Suffering (Kurzfilm)
- 2014: Killer Party
- 2014: P-51 Dragon Fighter
- 2016: Planet of the Sharks (Fernsehfilm)
- 2016: Ben-Hur – Sklave Roms (In the Name of Ben Hur)
- 2019: Big Kill – Stadt ohne Gnade (Big Kill)